# Наша Russia. Топките на съдбата (филм)
Наша Russia. Топките на съдбата (на руски: Наша Russia. Яйца судьбы) е руска комедия от 2010 година на режисьора Глеб Орлов, продължение на сериала Наша Russia.

## Сюжет
Равшан и Джамшут са двама гастарбайтери, които нелегално пристигат в Москва, за да направят ремонт на апартамента на местен олигарх. Под стриктните указания на бригадирът им, те се захващат за работа в луксозния имот, където се натъкват на златните топки на Чингис хан.

## Актьорски състав
- – Сергей Светлаков
- – Михаил Галустян
- – Валери Магдяш
- – Александър Семчев
- – Виктор Вержбицки
- – Роман Мадянов
- – Наталия Харахорина
- – Николай Басков
- – Михаил Багдасаров
- – Яна Романченко